# Мейфлавер

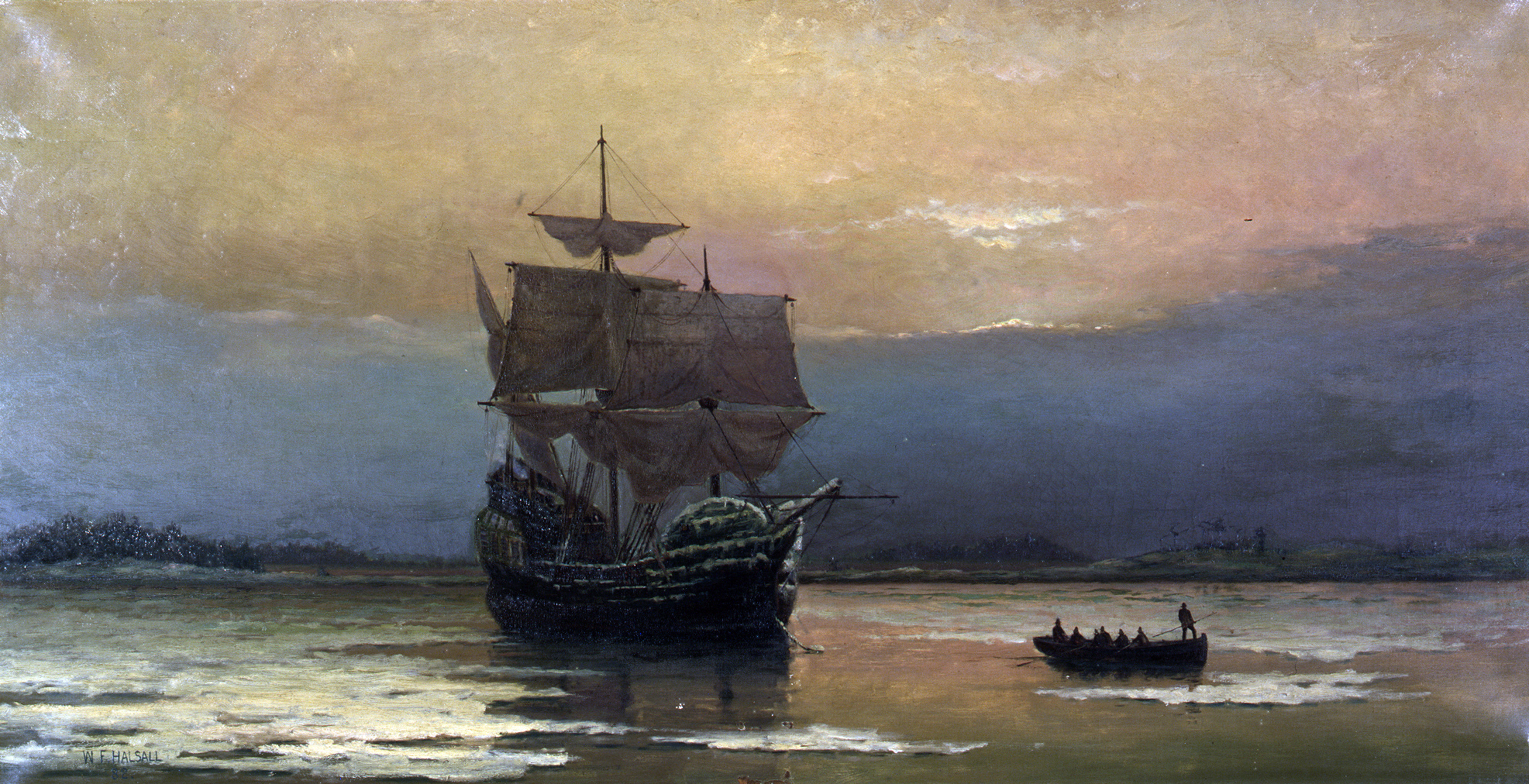
«Мейфлавер» у Плімутській затоці — картина Вільяма Халсола, 1882 рік

«Мейфла́вер» (від англ. Mayflower, дос. «травнева квітка» — назва кількох рослин в англійській мові, найчастіше квітів глоду) — відоме англійське приватне пасажирське судно, яке перевозило 1620 року переселенців-пілігримів з міста Плімут (Англія) до Плімуту в Массачусетсі, що згодом стало столицею Плімутської колонії.
Корабель покинув Англію 16 вересня та після виснажливої дороги, що була позначена значними захворюваннями, врешті прибув  21 листопада (11 листопада за старим стилем) до місцевості поблизу Кейп-Код. Насправді ж мандрівка «Мейфлавера» планувалася до річки Гудзон, північніше поселення Джеймстаун, але екіпаж судна збився з курсу через настання зими і посилення штормів у цій частині океану.
21 березня 1621 року всі пасажири корабля були змушені зійти на сушу, що й стало початком Плімутської колонії. А 5 квітня того ж року «Мейфлавер» вирушає знову до Англії.
1623 року, через рік після смерті капітана Крістофера Джонса, корабель, найімовірніше, було розібрано на будівельні матеріали.

## Пасажири
102 пасажири «Мейфлавера» вважаються першими європейськими мешканцями Нової Англії.